# Loi EGalim
Pour les articles homonymes, voir Loi alimentation.
Lire en ligne

Sur Légifrance

La loi du 30 octobre 2018 pour l'équilibre des relations commerciales dans le secteur agricole et alimentaire et une alimentation saine, durable et accessible à tous, couramment appelée « loi EGalim » ou « loi alimentation de 2018 », est une loi française régulant plusieurs aspects de l'alimentation et du secteur agroalimentaire.
Elle met en place des mesures visant à soutenir un revenu aux producteurs, améliorer les conditions de production et favoriser une alimentation saine dans le cadre des différentes filières agricoles. Elle dispose également d'un volet environnemental car elle prévoit des nouvelles mesures de lutte contre le plastique, ainsi qu'un volet lié au bien-être animal.
Cette loi est issue des États généraux de l'alimentation (EGA) lancés en 2017 qui a réuni des acteurs de la société civile — consommateurs, industriels de l'agroalimentaire, commerces de la grande distribution et pouvoirs publics.
La loi EGalim est adoptée par le Parlement le 2 octobre 2018. Elle est promulguée le 30 octobre 2018. 

## Historique

### Contexte
Cette loi est issue des États généraux de l'alimentation (EGA) lancés en 2017 qui a réuni des acteurs de la société civile — consommateurs, industriels de l'agroalimentaire, commerces de la grande distribution et pouvoirs publics.

### Feuille de route 2018-2022
Lors de la 3e édition du sommet mondial de l'Alimentation, le World Food Summit, organisé le 30 août 2018 au Danemark, le ministre de l’Agriculture et de l'Alimentation Stéphane Travert a présenté la feuille de route 2018-2022 de la politique de l’alimentation française, issue des EGA.
Rappel du projet de loi :
- détermination du prix à partir d’indicateurs de coûts de production et de marché ;
- facilitation de la mise en œuvre des clauses de renégociation ;
- clarification de la notion de prix de cession abusivement bas ;
- expérimentation sur deux ans du relèvement du seuil de revente à perte de 10 % ;
- expérimentation sur deux ans d’un encadrement des promotions en valeur (34 %) et en volume (25 %).
- médiation renforcée.

### Projet de loi devant l'Assemblée nationale
Au 20 avril 2018, les députés de la commission des Affaires économiques ont adopté 234 amendements sur les 1 874 déposés pour le projet de loi issu des EGA. Un amendement inattendu adopté sur la sortie de tous les produits agricoles et alimentaires des négociations entre grandes enseignes, transformateurs et producteurs, censé régler « la guerre des prix » fait amplement controverse quant au vide juridique ouvert et à son application. 
L'Assemblée nationale adopte le 30 mai 2018 le projet de loi en première lecture par 339 voix contre 84 après l'examen de 2 000 amendements. Elle tend d'une part à rééquilibrer le rapport des forces entre les agriculteurs et la grande distribution et d'autre part à promouvoir une alimentation plus saine dans un mode de production respectant la vie environnementale. Ce projet de loi est critiqué par les organisations de défense de la nature : « Les opposants pensent que les consommateurs ont été oubliés dans cette loi, tout comme les animaux d'élevage, au profit des intérêts des organisations agricoles, et, au-delà, des pressions du secteur agroalimentaire ».

### Modification du projet de loi au Sénat
Le projet de loi modifié par les sénateurs est adopté le 3 juillet par 215 voix contre 94.
Il prévoit des mesures de simplification dans les normes agricoles et un principe de « non surtransposition » des règles européennes. Le projet tente de renforcer le rééquilibrage des forces agriculteurs-grande distribution au profit des agriculteurs en imposant par exemple un prix déterminé par une formule claire dans les contrats de vente, un renforcement de l'encadrement des promotions sur les produits alimentaires, la sanction des abus de pénalités imposés aux producteurs sans prendre en compte les contraintes d'approvisionnement propres à certaines filières.
Côté environnemental, il rétablit le Fonds d’indemnisation des victimes de pesticides et suit le principe énoncé aux Egalim (États généraux de l'alimentation) d'une « alimentation saine, durable, de qualité et accessible à tous », avec des interdictions demandées pour 2020 comme l'utilisation de pailles et touillettes en plastique. Si l'on comptabilise uniquement les pailles en plastique jetées quotidiennement dans la restauration rapide, c'est 8,8 millions de pailles susceptibles de finir à la mer par ruissellement.

### Passage en commission mixte
Fin juillet 2018, la commission mixte de députés et sénateurs n'a pas trouvé d'accord sur une version commune du projet de loi. Alors que la commission des Affaires économiques du Sénat critique la « marche arrière sur les modalités d’élaboration des indicateurs, contribuant à la formation des prix agricoles, pourtant adoptées par l’Assemblée nationale et par le Sénat » créant ainsi « de nouveaux points bloquants ». Selon son rapporteur, le député Jean-Baptiste Moreau, « on ne pouvait pas accepter un mauvais compromis qui niait l'équilibre issu des États généraux de l'alimentation (EGA) entre à la fois une meilleure rémunération des agriculteurs mais aussi une transition vers un modèle agricole plus durable et plus conforme aux attentes sociétales ». Le projet passera en commission mixte début septembre 2018.

### Manifestation des producteurs
La Confédération paysanne considère ce projet de loi insuffisant et demande entre autres un prix minimum à l'importation.  
La FDSEA et les JA des Côtes-d'Armor ont organisé un barrage filtrant près de Saint-Brieuc le 23 août 2018 pour protester contre l'inefficacité des EGA depuis sa signature. Selon le président de la FDSEA des Côtes-d'Armor, Didier Lucas, « on nous a amusés pendant un an [avec les États généraux de l'alimentation (EGA)] et il n'y a même pas un simulacre de résultat […] Tous les industriels et les grandes surfaces ont signé une charte d'engagement en décembre dernier mais on a l'impression que tout ça, ce ne sont que des mots ».
Les entreprises du secteur de l'agrochimie tentent de faire bloquer l'article 83, qui prévoit l'interdiction à partir de 2022 de la production, du stockage et de la circulation de produits phytopharmaceutiques contenant des substances actives non autorisées en Europe pour leur impact sanitaire ou environnemental. Les entreprises de l'agrochimie continuent en effet de produire en France des pesticides interdits en raison de leur forte toxicité, avant de les écouler massivement en Afrique, en Amérique latine ou dans les pays de l'Est. Après des mois d'intense lobbying, l'Union des industries de la protection des plantes (UIPP), qui regroupe les fabricants de produits phytosanitaires, dépose une question prioritaire de constitutionnalité (QPC) à l'encontre de l'article incriminé, estimant qu'il porte une « atteinte excessive à la liberté d'entreprendre protégée par la déclaration des droits de l'homme et du citoyen de 1789 ».

### Deuxième lecture devant l'Assemblée nationale
La loi alimentation est votée le 15 septembre 2018 par 45 députés sur 532 avant passage devant le Sénat.
Rappel des objectifs de la Loi alimentation : permettre aux agriculteurs de pouvoir vivre de leur travail, innover et augmenter les capacités des agriculteurs à être plus productifs, que chacun ait accès à une alimentation sûre, saine et durable.

#### Retrait par rapport à la1relecture
- L’étiquetage obligatoire du mode d’élevage et d’abattage[20] ;
- Prix minimum des denrées agricoles à partir du prix de production[21].
- Mesures contre la souffrance animale, Vegan Impact critique notamment le retrait de l'objectif de la fin des cages pour les poules et lapins, des caméras de surveillance dans les abattoirs et les castrations à vif des porcelets[réf. souhaitée].

#### Changements
- Détermination des prix : C'est aux interprofessions d'établir elles-mêmes les prix de production, une ordonnance sera prise pour servir de "garde-fou" ;

- Maltraitance animale : peine doublée par rapport à l'actuelle, les associations pourront se constituer en partie civile et une qualification de lanceur d’alerte pour les personnes donnant des informations ;

- Encadrement de l'épandage agricole dans les vignes par des drones ;

- Cantines scolaires et restauration collective : Expérimentation d’un repas végétarien par semaine , les plastiques dans les contenants alimentaires seront réduits avec une expérimentation sur trois ans dans les communes volontaires ; dès 2020, interdiction des bouteilles plastiques, 50% des produits seront locaux ou bio, interdiction des pailles en plastique étendue aux « couverts, piques à steak, couvercles à verre jetables, plateaux-repas, pots à glace, saladiers, boîtes et bâtonnets mélangeurs pour boissons », dès 2025, 2028 pour les plus petites communes, les contenants en plastique sont interdits dans les cantines scolaires et universitaires.

### Vote définitif de la loi
Les sénateurs mécontents des modifications apportées par les députés en deuxième lecture, rejettent sans discussion préalable, par 276 voix sur 325, le projet de loi revenu en deuxième lecture devant le sénat.
La loi est définitivement votée, le 2 octobre 2018 par l'Assemblée nationale, 227 voix pour sur 363 votants.

### Contrôle de constitutionnalité
Des sénateurs déposent le 5 octobre 2018, un recours devant le Conseil constitutionnel, gelant ainsi tout décret d'application en attente de la décision de cette institution.
Le Conseil constitutionnel confirme le fond de la loi le 25 octobre mais a « censuré 23 de ses articles, qui étaient au nombre de 98 » et « qui avaient été introduits par amendement en première lecture sans présenter de lien, même indirect, avec le projet de loi initial » en les qualifiant de « cavaliers » législatifs",. Les articles 12, 21, 22, 31, 32, 33, 34, 35, 36, 37, 39, 40, 41, 42, 43, 49, 56, 58, 59, 60, 78, 86 et 87 de la loi pour l'équilibre des relations commerciales dans le secteur agricole et alimentaire et une alimentation saine, durable et accessible à tous sont contraires à la Constitution.

## Contenu
La loi couvre plusieurs dimensions de l'alimentation et du secteur agroalimentaire. Elle met en place des mesures visant à soutenir un revenu aux producteurs, améliorer les conditions de production et favoriser une alimentation saine. Elle dispose d'un volet environnemental car elle prévoit des nouvelles mesures de lutte contre le plastique, ainsi qu'un volet lié au bien-être animal, .

### Assurer le revenu des producteurs
- Construction du prix à partir des coûts de production et des prix de marché (indicateurs de référence élaborés par les interprofessions ) ;
- Seuil de revente à perte relevé de 10 %.

### Améliorer les conditions sanitaires et environnementales de production
- Interdiction des néonicotinoïdes et des produits à mode d’action identique pour protéger la biodiversité des abeilles ;
- Séparation des activités de vente et de conseils des produits phytosanitaires ;
- Suspension de l'emploi du dioxyde de titane dans les produits alimentaires (E171) utilisé couramment dans les confiseries, les desserts, les crèmes glacées, les sauces d'assaisonnement ou encore les plats préparés ;
- Renforcement de la protection des riverains habitant à proximité des zones de traitements phytosanitaires.

### Renforcer le bien-être animal
- Extension du délit de maltraitance animale et doublement des peines encourues
- Possibilité pour les associations de protection animale de se porter partie civile
- Interdiction de mise en production de nouveaux bâtiments d’élevage de poules pondeuses en cage
- Extension du délit de maltraitance animale en élevage aux activités de transport et d'abattage
- Désignation d'un responsable de la protection animale dans chaque abattoir
- Expérimentation de la vidéosurveillance dans les abattoirs volontaires.

### Favoriser une alimentation saine, sûre et durable
- Obligation pour les restaurants collectifs de s’approvisionner avec au moins 50 % de produits locaux ou sous signes d’origine et de qualité dont 20 % issus de l’agriculture biologique à partir de 2022 ;
- Étiquetage de l’origine du miel obligatoire.

### Réduire l’utilisation du plastique
- Tous les contenants alimentaires de cuisson, réchauffe et de service en matière plastique dans les cantines sont interdits en 2025 ou 2028 pour les communes de moins de 2 000 habitants ;
- Bouteilles, touillettes et pailles en plastique sont interdites en 2020 ;
- Possibilité d'emporter les aliments ou les boissons non consommés dans les restaurants et les débits de boissons (avec mise à disposition par les professionnels de contenants réutilisables ou recyclables).

## Application par ordonnances
Des ordonnances sont prévues en Conseil des ministres du 5 décembre 2018 pour le relèvement du seuil de revente à perte et l'encadrement des promotions des produits alimentaires dans les grandes surfaces. Le ministre de l'agriculture mentionne dans un premier temps un report consécutif au mouvement des Gilets jaunes.
Puis trois jours avant les manifestations nationales annoncées par la FNSEA, le ministère de l’Agriculture annonce, le 7 décembre, que les ordonnances seront traitées en Conseil des ministres du 12 décembre 2018. Adopté le jour prévu : l'encadrement des promotions est échelonné entre le 1er février et le 1er mars 2019, et le seuil de revente à perte effectif le 1er février 2019,.

## Débats et critiques

### Censure de l'article 78
L'article 78 de la loi , censuré par le Conseil constitutionnel, portait sur la possibilité pour des utilisateurs non professionnels d'acheter des semences de variétés traditionnelles appartenant au domaine public, afin de lutter contre la disparition des variétés traditionnelles qui ne sont plus cultivées. La censure de cet article a provoqué l'indignation des associations œuvrant en faveur de la bio-diversité.

### Effets sur les prix
En octobre 2019, l'UFC Que Choisir et la Confédération paysanne soulignent « l'échec » de la loi. La réduction des marges de l'industrie et de la distribution n'a pas eu lieu. Au contraire, elles ont encore progressé plus fortement que les prix agricoles, entraînant une « inflation supplémentaire injustifiée pour les consommateurs ».

### Critiques de la loi par les syndicats d'agriculteurs
La loi Egalim I, ainsi que les lois Egalim II et III, sont critiqués par les différents mouvements agriculteurs (comme la FNSEA). Ils estiment que ces lois ne sont pas suffisamment appliquées, notamment dans le contexte inflationniste du début de la décennie 2020. Sa non application est une des causes revendiquées par les agriculteurs dans leur mouvement de manifestation au début de 2024.

## Postérité
En octobre 2020, le ministre de l'Agriculture, Julien Denormandie, commande un rapport pour trouver des solutions aux déséquilibres de la répartition de valeur, non réglés par la loi Egalim. Ces solutions proposées en mars 2021 sont reprises dans une proposition de loi déposée le 4 mai 2021 par le député Grégory Besson-Moreau, qui est adoptée sous le nom de loi visant à protéger la rémunération des agriculteurs.